# Dixon, Illinois
Dixon là một thành phố thuộc quận Lee, tiểu bang Illinois, Hoa Kỳ. Năm 2010, dân số của thành phố này là 15733 người.

## Dân số
Dân số qua các năm:
- Năm 2000: 15941 người.
- Năm 2010: 15733 người.